# Henning (Tennessee)
Henning és una població dels Estats Units a l'estat de Tennessee. Segons el cens del 2000 tenia 970 habitants.

## Demografia
Segons el cens del 2000, Henning tenia 970 habitants, 362 habitatges, i 238 famílies. La densitat de població era de 290,3 habitants/km².
Dels 362 habitatges en un 32,6% hi vivien nens de menys de 18 anys, en un 35,4% hi vivien parelles casades, en un 26% dones solteres, i en un 34% no eren unitats familiars. En el 30,4% dels habitatges hi vivien persones soles el 13% de les quals corresponia a persones de 65 anys o més que vivien soles. El nombre mitjà de persones vivint en cada habitatge era de 2,68 i el nombre mitjà de persones que vivien en cada família era de 3,37.
Per edats la població es repartia de la següent manera: un 32,8% tenia menys de 18 anys, un 10,6% entre 18 i 24, un 24,1% entre 25 i 44, un 19,2% de 45 a 60 i un 13,3% 65 anys o més.
L'edat mediana era de 31 anys. Per cada 100 dones de 18 o més anys hi havia 76,7 homes.
La renda mediana per habitatge era de 20.438 $ i la renda mediana per família de 21.776 $. Els homes tenien una renda mediana de 26.500 $ mentre que les dones 19.583 $. La renda per capita de la població era de 8.413 $. Entorn del 30,9% de les famílies i el 30% de la població estaven per davall del llindar de pobresa.

## Poblacions més properes
El següent diagrama mostra les poblacions més properes.